# Odynerus ferruginatus
Odynerus ferruginatus är en stekelart som beskrevs av Joseph Charles Bequaert.
Odynerus ferruginatus ingår i släktet lergetingar och familjen Eumenidae. Utöver nominatformen finns också underarten Odynerus ferruginatus capensis.